# Крамаренко, Владимир Нестерович
Владимир Нестерович Крамаренко — советский хозяйственный деятель, Герой Социалистического Труда.

## Биография
Родился в 1932 году на территории современной Николаевской области. Член КПСС.
Пережил немецко-фашистскую оккупацию.
В 1944—1991 — колхозник, прицепщик, механизатор, военнослужащий Советской армии, комбайнёр, звеньевой механизированного звена совхоза имени Димитрова Жовтневого района Николаевской области Украинской ССР.
Указом Президиума Верховного Совета СССР от 22 декабря 1977 года присвоено звание Героя Социалистического Труда с вручением ордена Ленина и золотой медали «Серп и Молот».
Делегат XXVI съезда КПСС.
Жил в Николаевской области Украины.

## Награды и звания
- Герой Социалистического Труда (22.12.1977)
- Орден Ленина (23.06.1966, 22.12.1977)
- Орден Октябрьской Революции (08.12.1973)
- Орден Трудового Красного Знамени (08.04.1971)